# Занєвка
Занє́вка (рос. Зане́вка) — село Всеволожського району Ленінградської області. Центр Занєвського міського поселення. Знаходиться на межі з Санкт-Петербургом південніше Колтуського шосе.
Чисельність населення на 2010 — 903 чоловік.
Розташоване на схід від станції Заневський Пост і північніше станції Заневський Пост-2.
На детальній карті 1930 ніякого селища на місці Заневки немає. Проте вже в 1932 році Заневка згадується.
Походження назви не вивчено. У версію про те, що воно пов'язане з Заневським проспектом (проспект Косигіна і Колтуське шосе — це його продовження), віриться мало, бо проспект отримав свою назву в 1940 році, тобто після утворення села.

## Населення
| 1928  | 1939 | 1990 | 1997 | 2002 | 2007 | 2010 |
| ----- | ---- | ---- | ---- | ---- | ---- | ---- |
| 572   | ↘162 | ↗781 | ↘628 | ↗728 | ↘612 | ↗903 |
| 2017  |      |      |      |      |      |      |
| ↗1033 |      |      |      |      |      |      |